# Maïmouna Gueye
Pour les articles homonymes, voir Gueye.
Maïmouna Gueye est née le 25 février 1983 une française d'origine sénégalaise est une comédienne, autrice et metteuse en scène franco-sénégalaise.

## Biographie
Maïmouna Gueye fait ses débuts sur scène dans une adaptation d'Antigone de Sophocle, l'écrivain haïtien Gérard Chenet la choisissant pour le rôle principal.
Elle rencontre un français avec lequel elle se marie puis elle s'installe en France en 1998, faisant rapidement face au racisme et aux stéréotypes, y compris de la part de ses beaux-parents auvergnats. Elle entre au conservatoire, divorce à la fin de son cursus puis s'installe à Paris,.
En 2004, Maïmouna Gueye faisait partie des comédiennes reprenant sur scène l'adaptation française des Monologues du vagin d'Eve Ensler. Elle reprendra ce texte à plusieurs reprises par la suite, aux côtés de différents partenaires.[réf. souhaitée].
Maïmouna Gueye crée ensuite deux pièces, Souvenirs de la dame en noir puis Bambi, elle est noire, mais elle est belle, dans lesquelles elle critique à la fois la société sénégalaise, notamment le patriarcat, et la société française.
Au cinéma, Jean-Pierre Mocky lui attribue le principal rôle féminin dans son film Touristes ? Oh yes ! en 2004.

## Formation
- 1996-1998 : Stages dans la danse indienne, clown et expression théâtrale à SOBO BADE, un hotel à Toubab Dialo au Sénégal
- 1999-2003 : Conservatoire d'Art Dramatique à Avignon
- 2003 : Diplôme Universitaire sur la Recherche des Arts du Théâtre au niveau de l'université d'Avignon[4]

## Filmographie
Sauf indication contraire, les informations mentionnées dans cette section peuvent être confirmées par les bases de données cinématographiques IMDb et Allociné,  présentes dans la section « Liens externes ».

### Cinéma

#### Longs métrages
- 2003 : Gomez et Tavarès de Gilles Paquet-Brenner
- 2004 : Touristes ? Oh yes ! de Jean-Pierre Mocky
- 2009 : La Première Étoile de Lucien Jean-Baptiste : la coiffeuse
- 2010 : Il reste du jambon ? d'Anne Depétrini : Val
- 2017 : L'Ascension de Ludovic Bernard : Évelyne Diakhaté, la mère de Samy
- 2017 : Il a déjà tes yeux de Lucien Jean-Baptiste : Madame Diop
- 2017 : Le Flic de Belleville de Rachid Bouchareb : Iman Touré
- 2019 : L'Ordre des médecins de David Roux : l'infirmière
- 2020 : Mignonnes de Maïmouna Doucouré : la mère
- 2024 : Petites mains de Nessim Chikhaoui : Aissata

#### Courts métrages
- 2015 : Maman(s) de Maïmouna Doucouré : Mariam
- 2021 : La Nage de Marie Poitevin : Fatoumata

### Télévision
- 2008 : Le monde est petit (téléfilm) de Régis Musset : Fatou
- 2012 : Drôle de famille ! (série télévisée), épisode Chacun pour soi de Stéphane Kurc : Aglae
- 2015 : Persuasif : ? (mini-série)

### Doublage
- 2022 : The Woman King : ? ( ? )

## Théâtre
- 2003 : Souvenirs de la dame en noir, d'elle-même[5]
- 2004 : Les Monologues du vagin, d'Eve Ensler, avec Geneviève Casile et Sophie Guillemin[2]
- 2006 : Bambi, elle est noire, mais elle est belle, d'elle-même[6]
- 2008-2009 : Les Monologues du vagin, d'Eve Ensler, avec Micheline Dax et Fiona Gélin (reprise)
- 2011 : Les Monologues du vagin, d'Eve Ensler, théâtre Michel, avec Geneviève Casile et Sophie Guillemin[2]

## Publication
- « Bambi », in Aïssa Maïga (dir.), Noire n'est pas mon métier, Paris, Éditions du Seuil, 3 mai 2018, 128 p. (ISBN 978-2-02-140119-6)